# Chiesa della Sacra Famiglia (Gaza)
La chiesa della Sacra Famiglia (in arabo كنيسة العائلة المقدسة‎?) è l'unica parrocchia cattolica romana (latina) nella Striscia di Gaza, nei Territori palestinesi. Si trova nel quartiere di al-Zaytun nell'est di Gaza.
La chiesa conta circa duecento fedeli (la maggioranza dei cristiani a Gaza e in Palestina sono di rito ortodosso). Ha due scuole primarie e secondarie, proprietà del patriarcato latino di Gerusalemme, oltre ad alcune cliniche.
La parrocchia riceve il sostegno delle Suore della Carità di Madre Teresa e delle Suore del Verbo Incarnato (presenti anche a Betlemme, Giaffa e in Egitto) e le Suore del Rosario. Si prendono cura di malati, disabili, anziani, indipendentemente dalla loro religione.

## Storia
Durante l'attacco militare di Israele a Gaza nell'estate 2014 (Operazione Margine di protezione), gli aerei israeliani hanno colpito e distrutto la casa delle Suore del Verbo incarnato, situata all’interno del compound della parrocchia cattolica. È rimasta danneggiata anche la scuola attigua. La parrocchia ospitava in quei mesi oltre 700 sfollati dei quartieri orientali di Gaza.
Il 20 dicembre 2015 una Porta santa è stata aperta presso la chiesa della Sacra Famiglia perché anche i cattolici di Gaza - impossibilitati ad uscire dalla striscia per recarsi a Gerusalemme e a Betlemme - potessero partecipare al giubileo straordinario della misericordia.
A partire dalla guerra scatenata dall'attacco di Hamas a Israele del 2023 e dalla conseguente reazione israeliana sulla popolazione di Gaza, papa Francesco ha tenuto contatti telefonici quotidiani con la parrocchia, che «oltre a fedeli cattolici è riferimento per centinaia di ortodossi e accoglie un gran numero di profughi di ogni fede e provenienza». 
Il 17 luglio 2025 durante un attacco militare contro Gaza un missile israeliano ha distrutto la chiesa della Sacra Famiglia causando due morti e molti feriti tra cui il parroco, padre Gabriel Romanelli.